# Liste der Kulturdenkmale in Gertitzsch
In der Liste der Kulturdenkmale in Gertitzsch sind die Kulturdenkmale des Döbelner Ortsteils Gertitzsch verzeichnet, die bis Oktober 2022 vom Landesamt für Denkmalpflege Sachsen erfasst wurden (ohne archäologische Kulturdenkmale). Die Anmerkungen sind zu beachten.
Diese Aufzählung ist eine Teilmenge der Liste der Kulturdenkmale in Döbeln.

## Gertitzsch
| Bild                                    | Bezeichnung    | Lage                       | Datierung                 | Beschreibung | ID       |
| --------------------------------------- | -------------- | -------------------------- | ------------------------- | --- | -------- |
| Direkt Bild zu diesem Denkmal hochladen | Häuslerhaus    | An der Brutsche 3 (Karte)  | 1. Hälfte 19. Jahrhundert | Zeit- und landschaftstypisches ländliches Wohnhaus in gutem Originalzustand, baugeschichtlich von Bedeutung. Erdgeschoss massiv, Obergeschoss Fachwerk (verschiefert, verkleidet), Satteldach. | 09208845 |
| Direkt Bild zu diesem Denkmal hochladen | Häusleranwesen | An der Brutsche 5 (Karte)  | 1. Hälfte 19. Jahrhundert | Ländliches Wohnhaus in landschaftstypischer Fachwerkbauweise, heimatgeschichtlich von Bedeutung. Erdgeschoss massiv, Obergeschoss Fachwerk, Satteldach, massiver Anbau ohne Denkmalwert, einriegeliges Fachwerk mit gezapften Streben, Fensteröffnungen leicht vergrößert, nach 2000 denkmalgerechte Sanierung, seitdem Holzverschalung Obergeschoss und Ziereinfassung Fenster im Obergeschoss, seitliche Schuppentür und Holzklappe darüber ersetzt durch Haustür und Fenster im Obergeschoss, dabei Proportionen des Hauses gewahrt. | 09208844 |
| Direkt Bild zu diesem Denkmal hochladen | Wohnstallhaus  | Chorener Straße 1A (Karte) | Um 1820                   | Prächtiger Fachwerkbau, dokumentiert die alte Ortsstruktur und das ländliche Bauen seiner Erbauungszeit, baugeschichtlich und ortsentwicklungsgeschichtlich bedeutsam. Erdgeschoss massiv, originales Sandstein-Türgewände, Obergeschoss Fachwerk, Giebelseite entstellend verändert (massiv, Balkon). | 09208846 |

## Tabellenlegende
- Bild: Bild des Kulturdenkmals, ggf. zusätzlich mit einem Link zu weiteren Fotos des Kulturdenkmals im Medienarchiv Wikimedia Commons. Wenn man auf das Kamerasymbol klickt, können Fotos zu Kulturdenkmalen aus dieser Liste hochgeladen werden:
- Bezeichnung: Denkmalgeschützte Objekte und ggf. Bauwerksname des Kulturdenkmals
- Lage: Straßenname und Hausnummer oder Flurstücknummer des Kulturdenkmals. Die Grundsortierung der Liste erfolgt nach dieser Adresse. Der Link (Karte) führt zu verschiedenen Kartendiensten mit der Position des Kulturdenkmals. Fehlt dieser Link, wurden die Koordinaten noch nicht eingetragen. Sind diese bekannt, können sie über ein Tool mit einer Kartenansicht einfach nachgetragen werden. In dieser Kartenansicht sind Kulturdenkmale ohne Koordinaten mit einem roten bzw. orangen Marker dargestellt und können durch Verschieben auf die richtige Position in der Karte mit Koordinaten versehen werden. Kulturdenkmale ohne Bild sind an einem blauen bzw. roten Marker erkennbar.
- Datierung: Baubeginn, Fertigstellung, Datum der Erstnennung oder grobe zeitliche Einordnung entsprechend des Eintrags in der sächsischen Denkmaldatenbank
- Beschreibung: Kurzcharakteristik des Kulturdenkmals entsprechend des Eintrags in der sächsischen Denkmaldatenbank, ggf. ergänzt durch die dort nur selten veröffentlichten Erfassungstexte oder zusätzliche Informationen
- ID: Vom Landesamt für Denkmalpflege Sachsen vergebene, das Kulturdenkmal eindeutig identifizierende Objekt-Nummer. Der Link führt zum PDF-Denkmaldokument des Landesamtes für Denkmalpflege Sachsen. Bei ehemaligen Kulturdenkmalen können die Objektnummern unbekannt sein und deshalb fehlen bzw. die Links von aus der Datenbank entfernten Objektnummern ins Leere führen. Ein ggf. vorhandenes Icon  führt zu den Angaben des Kulturdenkmals bei Wikidata.